# Eumenes separatus
Eumenes separatus är en stekelart som beskrevs av Gusenleitner 1972. Eumenes separatus ingår i släktet krukmakargetingar, och familjen Eumenidae. Inga underarter finns listade i Catalogue of Life.